# ویدیا مالواده
ویدیا مالواده (به انگلیسی: Vidya Malvade) (زاده ۲ مارس ۱۹۷۳) بازیگر هندی است.
از فیلم‌هایی که وی در آن نقش داشته است می‌توان به آدم‌ربایی و روسلان و مجموعه ناسازگار اشاره کرد.